# Campionati del mondo di atletica leggera indoor 2016 - Eptathlon
La gara dell'eptathlon maschile si è tenuta il 18 ed il 19 marzo 2016.

## Risultati

### 60 metri piani
The 60 metres was started on March 18 at 11:30.
| Class | Batteria | Nome                    | Nazione     | Risultati | Punti | Note |
| ----- | -------- | ----------------------- | ----------- | --------- | ----- | ---- |
| 1     | 2        | Ashton Eaton            | Stati Uniti | 6.81      | 951   |      |
| 2     | 2        | Oleksiy Kasyanov        | Ucraina     | 6.86      | 933   | SB   |
| 3     | 2        | Samuel Remédios         | Portogallo  | 6.93      | 907   |      |
| 4     | 1        | Kurt Felix              | Grenada     | 7.00      | 882   | PB   |
| 5     | 2        | Jérémy Lelièvre         | Francia     | 7.02      | 875   |      |
| 6     | 2        | Curtis Beach            | Stati Uniti | 7.04      | 868   |      |
| 7     | 1        | Adam Sebastian Helcelet | Rep. Ceca   | 7.05      | 865   | SB   |
| 8     | 2        | Jorge Ureña             | Spagna      | 7.10      | 847   |      |
| 9     | 2        | Mathias Brugger         | Germania    | 7.15      | 830   |      |
| 10    | 1        | Petter Olson            | Svezia      | 7.17      | 823   |      |
| 11    | 1        | Tim Nowak               | Germania    | 7.18      | 819   | SB   |

### Salto in lungo
Inizio il 18 Marzo alle 12:20.
| Pos | Nome                    | Nazione     | #1   | #2   | #3   | Ris. | Punti | Note | Totale |
| --- | ----------------------- | ----------- | ---- | ---- | ---- | ---- | ----- | ---- | ------ |
| 1   | Ashton Eaton            | Stati Uniti | 7.85 | 8.08 | –    | 8.08 | 1081  | SB   | 2032   |
| 2   | Curtis Beach            | Stati Uniti | 7.37 | 7.54 | 7.65 | 7.65 | 972   | SB   | 1840   |
| 3   | Oleksiy Kasyanov        | Ucraina     | 7.03 | 7.49 | 7.45 | 7.49 | 932   |      | 1865   |
| 4   | Kurt Felix              | Grenada     | 7.22 | 7.29 | 7.45 | 7.45 | 922   |      | 1804   |
| 5   | Mathias Brugger         | Germania    | 7.30 | 7.15 | 7.26 | 7.30 | 886   | SB   | 1716   |
| 6   | Adam Sebastian Helcelet | Rep. Ceca   | 7.09 | 7.19 | 7.06 | 7.19 | 859   |      | 1724   |
| 7   | Samuel Remédios         | Portogallo  | x    | x    | 7.16 | 7.16 | 852   |      | 1759   |
| 8   | Jorge Ureña             | Spagna      | x    | 6.92 | 7.15 | 7.15 | 850   |      | 1697   |
| 9   | Jérémy Lelièvre         | Francia     | 7.11 | 7.14 | 6.91 | 7.14 | 847   |      | 1722   |
| 10  | Petter Olson            | Svezia      | 6.89 | 6.76 | 6.99 | 6.99 | 811   | SB   | 1634   |
| 11  | Tim Nowak               | Germania    | 6.69 | 6.79 | 6.92 | 6.92 | 795   |      | 1614   |

### Getto del peso
The shot put was started on March 18 at 17:15.
| Pos | Nome                    | Nazione     | #1    | #2    | #3    | Ris.  | Punti | Note | Totale |
| --- | ----------------------- | ----------- | ----- | ----- | ----- | ----- | ----- | ---- | ------ |
| 1   | Kurt Felix              | Grenada     | 14.65 | 14.80 | 15.02 | 15.02 | 791   | SB   | 2595   |
| 2   | Adam Sebastian Helcelet | Rep. Ceca   | 14.74 | 14.56 | 14.96 | 14.96 | 787   | SB   | 2511   |
| 3   | Oleksiy Kasyanov        | Ucraina     | 14.41 | x     | 14.53 | 14.53 | 761   |      | 2626   |
| 4   | Mathias Brugger         | Germania    | 14.17 | 14.47 | 14.03 | 14.47 | 757   |      | 2473   |
| 5   | Tim Nowak               | Germania    | 14.16 | 13.77 | 14.31 | 14.31 | 747   | PB   | 2361   |
| 6   | Ashton Eaton            | Stati Uniti | x     | 13.39 | 14.16 | 14.16 | 738   | SB   | 2770   |
| 7   | Jérémy Lelièvre         | Francia     | 14.04 | 13.74 | x     | 14.04 | 738   | SB   | 2453   |
| 8   | Petter Olson            | Svezia      | 13.46 | x     | 13.92 | 13.92 | 723   | SB   | 2357   |
| 9   | Samuel Remédios         | Portogallo  | 12.30 | 13.04 | 13.48 | 13.48 | 697   | PB   | 2456   |
| 10  | Curtis Beach            | Stati Uniti | 13.03 | 12.87 | 13.12 | 13.12 | 675   | PB   | 2515   |
| 11  | Jorge Ureña             | Spagna      | 12.24 | x     | 11.89 | 12.24 | 621   | PB   | 2318   |

### Salto in alto
The high jump was started on March 18 at 18:45.
| Rank | Name             | Nationality | 1.87 | 1.90 | 1.93 | 1.96 | 1.99 | 2.02 | 2.05 | 2.08 | 2.11 | 2.14 | Result | Points | Notes | Total |
| ---- | ---------------- | ----------- | ---- | ---- | ---- | ---- | ---- | ---- | ---- | ---- | ---- | ---- | ------ | ------ | ----- | ----- |
| 1    | Kurt Felix       | Grenada     | –    | –    | –    | –    | o    | o    | xxo  | xxo  | xxo  | xxx  | 2.11   | 906    | SB    | 3501  |
| 2    | Mathias Brugger  | Germania    | –    | –    | o    | –    | xxo  | o    | xxo  | xxx  |      |      | 2.05   | 850    |       | 3323  |
| 3    | Adam Helcelet    | Rep. Ceca   | –    | o    | o    | o    | o    | o    | xxx  |      |      |      | 2.02   | 822    |       | 3333  |
| 4    | Curtis Beach     | Stati Uniti | o    | o    | o    | o    | o    | xo   | xxx  |      |      |      | 2.02   | 822    | SB    | 3337  |
| 5    | Ashton Eaton     | Stati Uniti | –    | –    | o    | –    | o    | xxx  |      |      |      |      | 1.99   | 794    | SB    | 3564  |
| 6    | Tim Nowak        | Germania    | –    | –    | xo   | –    | o    | xxx  |      |      |      |      | 1.99   | 794    | SB    | 3155  |
| 7    | Oleksiy Kasyanov | Ucraina     | –    | o    | o    | o    | xo   | xxx  |      |      |      |      | 1.99   | 794    | SB    | 3420  |
| 8    | Jorge Ureña      | Spagna      | o    | –    | xo   | o    | xxx  |      |      |      |      |      | 1.96   | 767    |       | 3085  |
| 9    | Petter Olson     | Svezia      | o    | o    | xo   | xxx  |      |      |      |      |      |      | 1.93   | 740    |       | 3097  |
| 10   | Samuel Remédios  | Portogallo  | xxo  | xxo  | xo   | xxx  |      |      |      |      |      |      | 1.93   | 740    |       | 3196  |
| 11   | Jérémy Lelièvre  | Francia     | xxo  | xxx  |      |      |      |      |      |      |      |      | 1.87   | 687    |       | 3140  |

### 60 metri ostacoli
The 60 metres hurdles was started on March 19 at 11:00.
| Class | Batteria | Nome                    | Nazione     | Risultati | Punti | Note | Totale |
| ----- | -------- | ----------------------- | ----------- | --------- | ----- | ---- | ------ |
| 1     | 2        | Ashton Eaton            | Stati Uniti | 7.78      | 1038  |      | 4602   |
| 2     | 2        | Oleksiy Kasyanov        | Ucraina     | 7.91      | 1005  |      | 4425   |
| 3     | 2        | Adam Sebastian Helcelet | Rep. Ceca   | 8.04      | 972   | SB   | 4305   |
| 4     | 2        | Samuel Remédios         | Portogallo  | 8.13      | 949   |      | 4145   |
| 5     | 1        | Tim Nowak               | Germania    | 8.21      | 930   | PB   | 4085   |
| 6     | 2        | Jorge Ureña             | Spagna      | 8.23      | 925   |      | 4010   |
| 7     | 1        | Mathias Brugger         | Germania    | 8.24      | 922   | SB   | 4245   |
| 8     | 1        | Jérémy Lelièvre         | Francia     | 8.24      | 922   |      | 4062   |
| 9     | 1        | Petter Olson            | Svezia      | 8.25      | 920   |      | 4017   |
| 10    | 1        | Kurt Felix              | Grenada     | 8.34      | 898   |      | 4399   |
| 11    | 2        | Curtis Beach            | Stati Uniti | 8.45      | 872   |      | 4209   |

### Salto con l'asta
La gara di salto con l'asta è iniziato il 19 marzo alle ore 12:00.
| Pos | Nome             | Nazione     | 4.30 | 4.40 | 4.50 | 4.60 | 4.70 | 4.80 | 4.90 | 5.00 | 5.10 | 5.20 | 5.50 | Ris  | Punti | Note | Totale |
| --- | ---------------- | ----------- | ---- | ---- | ---- | ---- | ---- | ---- | ---- | ---- | ---- | ---- | ---- | ---- | ----- | ---- | ------ |
| 1   | Mathias Brugger  | Germania    | –    | –    | –    | –    | –    | o    | –    | o    | xo   | xxx  |      | 5.10 | 941   | PB   | 5186   |
| 2   | Ashton Eaton     | Stati Uniti | –    | –    | –    | –    | –    | –    | o    | –    | xo   | –    | xx–  | 5.10 | 941   |      | 5543   |
| 3   | Curtis Beach     | Stati Uniti | –    | –    | –    | o    | o    | o    | o    | xxo  | xxx  |      |      | 5.00 | 910   |      | 5119   |
| 4   | Adam Helcelet    | Rep. Ceca   | –    | –    | o    | –    | o    | o    | xo   | xxx  |      |      |      | 4.90 | 880   | SB   | 5185   |
| 5   | Tim Nowak        | Germania    | –    | –    | xo   | –    | o    | xo   | xo   | xxx  |      |      |      | 4.90 | 880   | PB   | 4965   |
| 6   | Oleksiy Kasyanov | Ucraina     | –    | –    | o    | –    | o    | xo   | xxo  | xxx  |      |      |      | 4.90 | 880   | PB   | 5305   |
| 7   | Petter Olson     | Svezia      | –    | –    | –    | o    | o    | o    | xxx  |      |      |      |      | 4.80 | 849   |      | 4866   |
| 8   | Jérémy Lelièvre  | Francia     | o    | –    | xo   | o    | xxx  |      |      |      |      |      |      | 4.60 | 790   |      | 4852   |
| 9   | Samuel Remédios  | Portogallo  | –    | o    | –    | xxo  | –    | xxx  |      |      |      |      |      | 4.60 | 790   |      | 4935   |
| 10  | Kurt Felix       | Grenada     | –    | xxo  | o    | xxx  |      |      |      |      |      |      |      | 4.50 | 760   |      | 5159   |
|     | Jorge Ureña      | Spagna      |      |      |      |      |      |      |      |      |      |      |      | DNS  | 0     |      | DNF    |

### 1000 metri
I 1000 m sono partiti alle 19.35 del 19 marzo.
| Pos | Nome                    | Nazione     | Risultati | Punti | Note |
| --- | ----------------------- | ----------- | --------- | ----- | ---- |
| 1   | Curtis Beach            | Stati Uniti | 2:29.04   | 999   | CB   |
| 2   | Mathias Brugger         | Germania    | 2:34.10   | 940   | PB   |
| 3   | Ashton Eaton            | Stati Uniti | 2:35.22   | 927   | SB   |
| 4   | Jérémy Lelièvre         | Francia     | 2:36.15   | 917   | SB   |
| 5   | Oleksiy Kasyanov        | Ucraina     | 2:39.64   | 877   | SB   |
| 6   | Tim Nowak               | Germania    | 2:40.57   | 867   | PB   |
| 7   | Petter Olson            | Svezia      | 2:43.85   | 831   |      |
| 8   | Kurt Felix              | Grenada     | 2:44.23   | 827   | SB   |
| 9   | Adam Sebastian Helcelet | Rep. Ceca   | 2:45.06   | 818   | SB   |
| 10  | Samuel Remédios         | Portogallo  | 2:46.92   | 798   |      |

### Classifica generale
La miglior prestazione di ogni prova è evidenziata in giallo
| Pos. | Atleta                  | Nazione     | 60m  | LJ   | SP    | HJ   | 60m H | PV   | 1000m   | Punti | Note |
| ---- | ----------------------- | ----------- | ---- | ---- | ----- | ---- | ----- | ---- | ------- | ----- | ---- |
| 1    | Ashton Eaton            | Stati Uniti | 6.81 | 8.08 | 14.16 | 1.99 | 7.78  | 5.10 | 2:35.22 | 6470  | WL   |
| 2    | Oleksiy Kasyanov        | Ucraina     | 6.86 | 7.49 | 14.53 | 1.99 | 7.91  | 4.90 | 2:39.64 | 6182  | SB   |
| 3    | Mathias Brugger         | Germania    | 7.15 | 7.30 | 14.47 | 2.05 | 8.24  | 5.10 | 2:34.10 | 6126  | PB   |
| 4    | Curtis Beach            | Stati Uniti | 7.04 | 7.65 | 13.12 | 2.02 | 8.45  | 5.00 | 2:29.04 | 6118  | SB   |
| 5    | Adam Sebastian Helcelet | Rep. Ceca   | 7.05 | 7.19 | 14.96 | 2.02 | 8.04  | 4.90 | 2:45.06 | 6003  | SB   |
| 6    | Kurt Felix              | Grenada     | 7.00 | 7.45 | 15.02 | 2.11 | 8.34  | 4.50 | 2:44.23 | 5986  | NR   |
| 7    | Tim Nowak               | Germania    | 7.18 | 6.92 | 14.31 | 1.99 | 8.21  | 4.90 | 2:40.57 | 5832  | PB   |
| 8    | Jérémy Lelièvre         | Francia     | 7.02 | 7.14 | 14.04 | 1.87 | 8.24  | 4.60 | 2:36.15 | 5769  |      |
| 9    | Samuel Remédios         | Portogallo  | 6.93 | 7.16 | 13.48 | 1.93 | 8.13  | 4.60 | 2:46.92 | 5733  |      |
| 10   | Petter Olson            | Svezia      | 7.17 | 6.99 | 13.92 | 1.93 | 8.25  | 4.80 | 2:43.85 | 5697  |      |
|      | Jorge Ureña             | Spagna      | 7.10 | 7.15 | 12.24 | 1.96 | 8.23  | DNS  | –       | DNF   |      |

## Legenda
| X   | Nullo                       |
| -   | Passo                       |
| O   | Tentativo Riuscito          |
| DNF | Ritirato                    |
| WR  | Record del Mondo            |
| WL  | Miglior prestazione Annuale |
| CR  | Record Dei Campionati       |
| AIR | Record di Area Indoor       |
| NR  | Record Nazionale            |
| PB  | Record Personale            |
| SB  | Record Stagionale           |